# 亮眶燈魚
亮眶灯鱼（学名：Diaphus splendidus）为輻鰭魚綱燈籠魚目灯笼鱼科的其中一種，分布於全球三大洋熱帶及亞熱帶海域，屬深海魚類，棲息深度8000公尺，體長可達9公分。

## 扩展阅读
維基物種上的相關：亮眶灯鱼